# Église Motael
L'église Santo António de Motael, est la plus vieille église catholique romaine du Timor oriental située dans la capitale du pays, Dili. Elle est dédiée à saint Antoine de Padoue (Santo António de Lisboa en portugais). Bien que la première église érigée à cet endroit est construite autour de 1800, le bâtiment actuel est construit en 1955.

## Histoire
Durant la période de la colonisation portugaise, le district de Motael est le centre de la vie portugaise à Dili. Vers l'année 1800, une première église est construite sur le site dont la parcelle de terrain est offerte par le Liurai de Mota-a in.
Une reconstruction de l'église débute en 1901. Bien que la date de la fin des travaux ne soit pas clairement connue, des archives de l'église laissent présager une fin des travaux en 1937. Cependant, à cette époque, le portique et le clocher actuellement en place n'étaient pas présents.
Lors des bombardements japonais durant la Seconde Guerre mondiale, l'église est partiellement détruite. Reconstruite en 1955, l'église sert en même temps de facto de cathédrale du diocèse de Dili jusqu'à la construction de la cathédrale de l'Immaculée-Conception en 1989.

## Occupation indonésienne
En 1975, dans les évènements tumultueux suivant le retrait de troupes coloniales portugaises, certains membres du FRETILIN décident d'occuper l'église en raison de la perception qu'elle représentait un vestige du colonialisme. Malheureusement pour les protestataires, peu avant d'attendre l'église, le chef du groupe se brise la clavicule en sortant du camion. Percevant cet évènement comme une intervention divine, l'opération sera finalement annulée.

## Vers l'indépendance

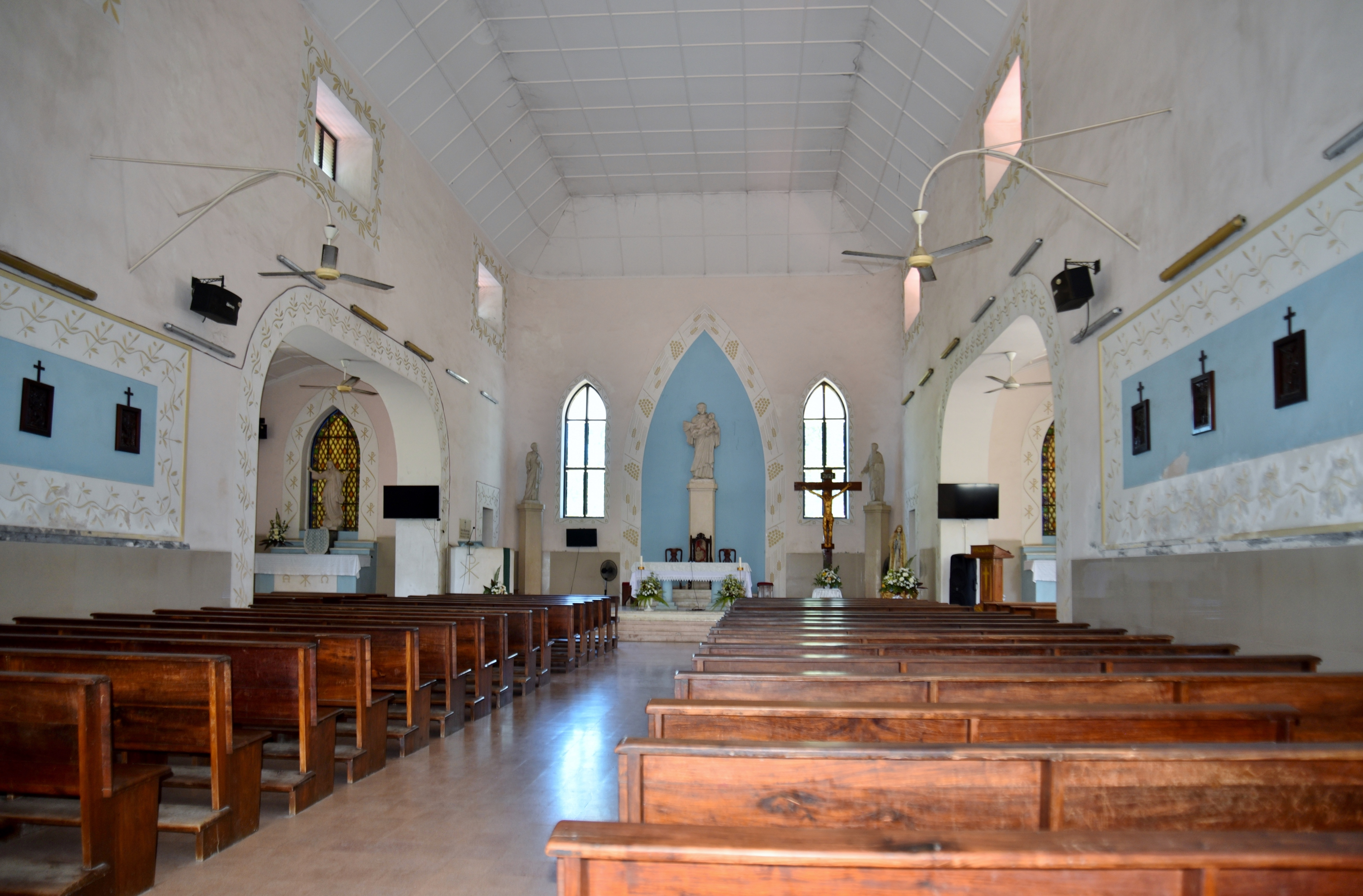
Intérieur de l'église en 2023.

L'église joue un rôle important dans les évènements conduisant à l'indépendance. Le 27 octobre 1991, de jeunes activistes pro-indépendance font une démonstration contre l'occupation indonésienne du Timor oriental. Alors que les forces de sécurité indonésiennes les poursuivent, le prêtre Alberto Ricardo da Silva leur offre la protection à l'intérieur de l'église. Durant la nuit, les troupes donnent l'assaut sur l'église et tirent sur l'activiste Sebastião Gomes, qui succombe à ses blessures. Le 12 novembre 1991, après le service funèbre de Gomes, une démonstration de force des Indonésiens conduit au décès d'au moins 271 personnes lors du massacre du cimetière de Santa Cruz,.
Durant la crise timoraise de 2006, environ 500 personnes trouvent refuge dans l'église.